# 栗山仙之助
栗山 仙之助（くりやま せんのすけ、1925年8月4日 - ）は、日本の経営工学・経営学者。大阪工業大学名誉教授・第3代工経会会長、青藍会初代会長・名誉会長。工学博士（大阪大学）・経営学博士（大阪市立大学）。元摂南大学学長。
日本学術会議経営情報研究連絡委員会1996委員長・第18期情報技術革新と経済・社会特別委員会元委員。
日本経営工学会(JIMA)第21期会長・名誉会員。
日本情報経営学会(JSIM)元副会長・名誉会員。国際経営工学会連合名誉理事。経営行動学会理事。日本データプロセシング協会常任理事。日本セキュリティマネジメント学会副会長。瑞宝中綬章受章。
専門は、経営工学・経営情報学、経営学・経営管理、技術経営(MOT)・技術マネジメント（特にSIS、CIM・MRP、OA、FA）、社会システム工学、経済工学・マーケティング科学。

## 略歴
1947年旧制大阪府立堺工業専門学校（のちの大阪府立大学）卒業。1971年大阪工業大学工学部工業経営学科（のちの経営工学科）助教授。1975年工学博士（大阪大学）、1978年経営学博士（大阪市立大学）。1985年大阪工業大学工学部経営工学科（現：情報科学部データサイエンス学科）教授。その後、大阪工業大学中央研究所所長を務めた。1992年同大学法人グループの摂南大学経営情報学部学部長・教授。1997年から2005年まで同大学第7代学長を務めた。
2005年大阪工業大学名誉教授。同大学第3代工経会会長も務めた。2006年秋の叙勲で、瑞宝中綬章受章。
大阪工業大学工学部経営工学教育において初期から育成に携わり、同大学法人グループの摂南大学を含め、30年以上の長きにわたり教鞭を執り、日本経営工学会会長・日本情報経営学会副会長などを歴任し、経営工学の発展・普及とのちの経営工学者や情報科学系エンジニアの輩出に大きく貢献した（指導した大阪工業大学経営工学研究室生には、日本IBM社長の山口明夫がいる）。

## 主な受賞
- 通産大臣情報化促進貢献個人表彰(1987)
- 日本経営協会感謝碑受賞(1989)
- 日本経営工学会創立40周年記念事業学会功労者表彰(1990)
- 日本能率協会IE功労者表彰受賞(1992)
- 日本経営工学会名誉会員(1998)
- 日本情報経営学会名誉会員

## 主な著書
- 経営機械化特論 - 経営管理のシステムと実践（共著、日本経営出版会1973、学術書）[12]
- 経営工学ハンドブック（共著、丸善1994、学術書）[13]
- 経営学大辞典（共著、中央経済社1988、学術書）
- 総合経営情報システム研究(単著、日本経営協会総合研究所1995、学術書）[14]
- 工程管理ハンドブック（共著、日刊工業新聞社1992、学術書）
- 21世紀の経営システム（共著、東方出版2001、学術書）[15]

## 主な研究
- 部品中心の生産管理システムに関する研究[16] - 大阪大学との共同研究
- MRPシステムにおけるキャパシティ計画に関する研究[17]
- 在庫管理における劣化の特性に関する研究[18]
- FA・OAによるCIMと経営自動化システム[19]
- CIMとOAにおける生産管理システムに関する研究[20]
- SISとCIMによる経営自動化システムに関する研究[21]
- メッシュ・データを用いた市場分析による販売計画[22]
- マーケティングミックスおよび消費者の所得水準を考慮した生産/在庫モデルに関する研究[23]
- MOTによる次世代経営者の育成について[24]

経営工学の対外啓蒙活動として、第6回日本学術会議経営工学研連シンポジウム1990（テーマ：高度技術社会と経営工学）でパネラーとして登壇している。